# New Richmond (Wisconsin)
New Richmond – miasto w Stanach Zjednoczonych, w stanie Wisconsin, w hrabstwie St. Croix.